# Obora (Moravia meridionale)
Obora è un comune della Repubblica Ceca facente parte del distretto di Blansko, in Moravia Meridionale.